# Seznam forem alternativní medicíny
Toto je seznam článků týkajících se témat alternativní medicíny.

## A
- Akupresura
- Akupunktura
- Alternativní metody v léčbě rakoviny
- Antroposofická medicína
- Apiterapie
- Aplikovaná kineziologie
- Aromaterapie
- Aurikuloterapie

## B
- Bachova květová terapie
- Baňkování
- Biomagnetismus
- Bioterapie
- Breussova dieta

## D
- Detoxikace (alternativní medicína)
- Detoxikační náplasti

## F
- Funkční medicína

## G
- Gemmoterapie

## H
- Holotropní dýchání
- Homeopatie
- Hypnoporod

## Ch
- Chromoterapie

## I
- Iridologie

## K
- Kraniosakrální biodynamika

## M
- Moxování

## N
- Naprotechnologie
- Naturopatie

## P
- Paňčakarma
- Psychotronika

## R
- Radionika
- Reiki
- Reflexologie
- Rolfing

## S
- Speleoterapie
- Su Jok terapie

## Š
- Šiacu

## T
- Techniky emoční svobody
- Tejpování
- Terapeutický dotek

## U
- Urinoterapie
- Ušní svíce

## V
- Vaginální napařování